# Dème du Lárissos
Le dème du Lárissos, en grec moderne : Δήμος Λαρισσού / Dímos Larissoú, est un ancien dème du district régional d’Achaïe, en Grèce-Occidentale. Depuis  2010, il est fusionné au sein du dème d'Achaïe-Occidentale.
Selon le recensement de 2011, la population du dème compte 5 650 habitants.
Le dème tire son nom du fleuve Lárissos (en), qui coule sur son territoire. Le parc national de Kotýchi-Strofyliá est en partie situé sur le territoire du dème.